# Bernard Charlès
Bernard Charlès (n. 30 martie 1957, Bretagne, Franța) este un director de afaceri francez. El este directorul executiv și vicepreședintele consiliului de administrație al companiei Dassault Systèmes, „Compania 3DEXPERIENCE”, lider mondial în software de proiectare 3D, machetă digitală 3D și soluții PLM (Product Lifecycle Management). Charlès este cel de-al 13-lea CEO cu cea mai bună performanță din lume, conform clasamentului Harvard Business Review 2017. În 2018, Dassault Systèmes a fost desemnată cea mai sustenabilă corporație din lume în indexul Global 100 Cele mai sustenabile din lume de către Corporate Knights. În 2018, a fost numit unul dintre „cei mai buni CEO din lume” de revista CEOWORLD.

## Legături externe
- Biography
- Dassault’s modest proposal: Change the way we make everything,  January 25, 2016
- Rethink Innovation! We are in the Experience Economy, Keynote lecture at CeBIT Global Conferences, March 16, 2015
- The Experience Economy is Changing Everything about the Way We Do Business, Executive Insight, Prime Magazine, Autumn 2014
- Inside a Beating Silicon Heart, Forbes, January 20, 2014
- Dassault Systèmes: a Story of Excellence, Interview with TV5Monde channel for the reception of the French Excellence prize, Subtitled in English, 2012[nefuncțională]
- View from the Top: Bernard Charles, president and CEO of Dassault Systèmes, Financial Times, May 8, 2009
- Spotlight: A Frenchman with virtual passion, The New York Times, January 6, 2006